# Сејонг Велики
Сејонг Велики (Сеул, 7. мај 1397 — Сеул, 30. март 1450) био је четврти краљ династије Чосон. Био је трећи син краља Таејонга и краљице Мин. Био је проглашен за присутног престолонаследника, пошто је старијем брату Принцу Иангниеонгу била одузета  титула. Он се уздигао на престол 1418. године. Током прве четирине године његове владавине, Таејонг је владао као регент, након чега су његов тад свекар, Сим Он и његови блиски сарадници били погубљени.

## Владавина
Краљ Сејонг је револуционирао владу именовањем људи из различитих друштвених класа као државних службеника. Надаље, он је вршио службене владине догађаје према конфуцијанизму, и он је охрабрио људе да се понашају према конфуцијанизму. Као резултат, конфуцијанизам је постао друштвена норма. Објавио је и неке књиге о конфуцијанизму. У почетку је потиснуо будизам тако што је забранио све будистичке монахе у Сеулу, драстично смањивши моћ и богатство будистичке хијерархије, али касније је ублажио своју акцију изградњом храмова и прихватањем будизма тако што је направио тест за постајање монаха (Сеунг -гва).
Одржавао је добре односе са Јапаном отварањем три луке и дозвољавањем трговине са њима. Али он је такође угушио острво Тсусхима са војним снагама како би престао пиратити у Јужном мору, јер је острво Тсусхима место где су се налазили јапански гусари.

## Хангул
Краљ Сејонг Велики дубоко је утицао на корејску историју својим личним стварањем и увођењем хангула, изворног фонетичког система абецеде за корејски језик. Пре стварања Хангула, људи из Кореје (познатији као Јосеон у то вријеме) првенствено су писали користећи класични кинески језик уз матичне фонетичке системе писања који су стотинама година претходили Хангулу, укључујући иду, хијангал, гугиеол и гакпил.
Међутим, због основних разлика између корејског и кинеског језика и великог броја знакова које треба научити, било је много тешкоћа како писати кинеске карактере за нижу класу становника, који често нису имали привилегију образовања. Да би ублажио овај проблем, Кинг Сејонг је створио јединствену абецеду познату као Хангул за промовисање писмености међу обичним људима.
Хангул је завршен 1443. године и објављен 1446. године заједно са приручником од 33 странице под називом Хунмин Јеонг-ум, објашњавајући шта су слова, као и филозофске теорије и мотиви иза њих.  Хунмин Јеонг-ум је тврдио да свако може научити Хангул за неколико дана. Особе које раније нису буле упознате са Хангулом обично могу изговорити корејски сценарио након само неколико сати студирања.

## Смрт
Сахрањен је у маузолеју Иеонг. А на престо је дошао његов син Муњонг, који је због болести умро тек 2 године након што је стигао на престо, а наследио га је Дањонг, који је на престо дошао са свега 12 година. На крају, Сејонгов други син, Сејо, узурпирао је престо из Дањонга 1455. године.